# 明登 (愛荷華州)
明登（英語：Minden）是一個位於美國愛荷華州波特瓦特米縣的城市。

## 地理
明登的座標為41°28′01″N 95°32′32″W / 41.46694°N 95.54222°W，而該地的平均海拔高度為369米（即1211英尺）。

## 人口
根據2010年美國人口普查的數據，明登的面積為1.11平方千米，當中陸地面積為1.09平方千米，而水域面積為0.02平方千米。當地共有人口599人，而人口密度為每平方千米539人。